# Чемпионат Грузии по баскетболу

Логотип Лиги

Суперлига Грузии — является национальной лигой Грузии, первый розыгрыш был сыгран в сезоне 1991 году, который выиграло тбилисское Динамо.

## Участники 2016/2017
Суперлига (место)
- Кутаиси (Кутаиси) (Чемпион)
- Динамо (Тбилиси) (2)
- Баско (Батуми) (3)
- Сухуми (Сухум) (4)
- Энергия (Рустави) (5)
- Армия (Тбилиси) (6)
- Олимпи (Тбилиси) (7)
- Кактус (Тбилиси) (Чемпион 2-й лиги)

## Регулярный чемпионат 2016/2017
Таблица на 06.01.17
|    | Команда           | Игр | Поб | Пор |
| -- | ----------------- | --- | --- | --- |
| 1. | Динамо (Тбилиси)  | 13  | 13  | 0   |
| 2. | Кутаиси           | 12  | 10  | 2   |
| 3. | Энергия (Рустави) | 12  | 7   | 5   |
| 4. | Баско (Батуми)    | 14  | 6   | 8   |
| 5. | Кактус (Тбилиси)  | 12  | 5   | 7   |
| 6. | Сухуми (Сухум)    | 12  | 5   | 7   |
| 7. | Олимпия (Тбилиси) | 13  | 4   | 9   |
| 8. | Армия (Тбилиси)   | 12  | 0   | 12  |

## Чемпионы
- 2022 — Кутаиси (Кутаиси)
- 2021 — Энергия (Рустави)
- 2020 — Баско (Батуми) (не доигран из-за пандемии коронавируса)
- 2019 — Дельта (Марнеули)
- 2018 — Динамо Тб
- 2017 — Динамо Тб
- 2016 — Кутаиси (Кутаиси)
- 2015 — Академия МВД (Тбилиси)
- 2014 — Динамо Тб
- 2013 — Академия МВД (Тбилиси)
- 2012 — Армия (Тбилиси)
- 2011 — Армия (Тбилиси)
- 2010 — Энергия (Рустави)
- 2009 — Энергия (Рустави)
- 2008 — Энергия (Рустави)
- 2007 — Азот (Рустави)
- 2006 — Авиаторы (Тбилиси)
- 2005 — СТУ-Геоцелл
- 2004 — Баско (Батуми)
- 2003 — Динамо Тб
- 2002 — Баско (Батуми)
- 2001 — Баско (Батуми)
- 2000 — Баско (Батуми)
- 1999 — Баско (Батуми)
- 1998 — Вита (Тбилиси)
- 1997 — Вита (Тбилиси)
- 1996 — Вита (Тбилиси)
- 1995 — Вита (Тбилиси)
- 1994 — Вита (Тбилиси)
- 1993 — Вита (Тбилиси)
- 1992 — Динамо Тб
- 1991 — Динамо Тб